# Pogromen i Kraków
Pogromen i Kraków  avser händelser som utspelade sig i staden Kraków i Polen den 11 augusti 1945. Pogromen krävde enligt staden Krakóws dokument ett dödsoffer (56-åriga Roza Berger som vådasköts genom en stängd dörr), samt sex skadade, varav några var polska katoliker som misstagits för judar. Dessa uppgifter gör det egentligen tveksamt att kalla incidenten för pogrom. Pogromen var riktad mot den judiska delen av befolkningen i Kraków och iscensattes av antisemitiskt inställda polacker med deltagande av vissa militärer och poliser.
Anledningen till pogromen anses ha varit rykten om att judarna rövade bort katolska barn för att utföra rituella mord i samband med påsken. Samma sorts ryktesspridning har vid andra tillfällen varit orsaken till antisemitiska pogromer, till exempel pogromen i Kielce 1946 då polackerna plundrade några judiska affärer och verkstäder, skadade synagogan och misshandlade ett okänt antal judar. Till skillnad från pogromen i Kielce var den i Kraków sämre sammanhållen och när polisstyrkor och militär satts in avstannade oroligheterna.

## Bakgrunden
Mer än 68 000 judar bodde i Kraków innan tyskarnas invasion i Polen i september 1939, men endast 500 av dem var kvar i januari 1945 då Kraków befriades av Röda armén. Antalet ökade successivt allt eftersom de överlevande efter förintelsen började återvända hem och de judiska flyktingarna och deporterade började återvända hem från Sovjetunionen. Många judar kom till Kraków och de kringliggande städerna och byarna. I maj 1945 var antalet judar i hela Kraków-vojvodskapet 6 415. Antisemitiska rykten började spridas och judarnas säkerhet i Kraków-området började bli allvarligt hotat. I juni 1945 beskrev en kommunistisk vojvod för Kraków-distriktet spänningarna i sin rapport:
| ”                                                              | Vad gäller attityderna hos den polska befolkningen gentemot judarna, så kvarstår resterna av influenserna från den nazistiska ockupationens tid... Rån kombinerade med mord på judar förekommer: motiven och förövarna hittas oftast inte. Hursomhelst, deras antisemitiska bakgrund är uppenbar... Under föregående månad förekom inga allvarliga antijudiska händelser i vojvodskapet, men det finns inget som tyder på att samhällets inställning gentemot judarna har förändrats... En ytterst obetydlig händelse, eller det mest overifierbara rykte kan starta allvarliga upplopp. Befolkningens inställning gentemot judarna är ett allvarligt problem som kräver konstant vaksamhet från myndigheternas sida, och nödvändigt samspel med instanserna på lägre nivå. | „ |
| – Anna Cichopek, "The Cracow pogrom of August 1945", sid. 223. | |   |

## Oroligheterna
27 juni 1945 fördes en judisk kvinna till den lokala polisstationen under falska premisser. Hon anklagades för att ha försökt att röva bort ett barn. Trots att utredningen visade att modern hade lämnat sitt barn i den misstänkta kvinnans vård, började rykten spridas om att en judisk kvinna rövat bort ett barn i syfte att döda det. En folkmassa som skrek antisemitiska slagord samlades på Kleparski-torget, men en polisenhet fick situationen under kontroll. Rykten med brottsanklagelser om rituella mord som skulle ha utförts av judarna fortsatte att spridas. Påståenden om att man hade funnit tretton lik av kristna barn spreds. Fram till den 11 augusti hade antalet offer i ryktena ökat till arton. Grupper av huliganer som hade samlats på Kleparski-torget hade varje vecka kastat stenar mot Kupa-synagogan. Den 11 augusti gjordes ett försök att ta gripa en trettonårig pojke som hade kastat stenar mot synagogan, men han lyckades fly och rusade till en intilliggande marknadsplats skrikande "Hjälp mig, judarna har försökt döda mig". En folkmassa bröts sig omedelbart in i Kupa-synagogan och började misshandla judarna, som hade kommit dit denna söndagsmorgon för sin sabbatsgudstjänst.